# Aeropuerto Biju Patnaik
El Aeropuerto Biju Patnaik (IATA: BBI, OACI: VEBS), también conocido como Aeropuerto de Bhubaneswar, está situado en la ciudad de Bhubaneswar, Orissa, India. Es actualmente el único gran aeropuerto en Orissa. Recibe su nombre del antiguo primer ministro de Orissa Biju Patnaik, quien era un famoso aviador y luchador de las libertades.

## Planificación de aeropuerto internacional
De acuerdo con el rápido crecimiento de la industrialización en Orissa, la AAI ha anunciado recientemente la intención de construir un nuevo complejo de aeropuerto internacional en Bhubaneswar en 2010. AAI invertirá más de cincuenta millones de dólares (2,5 billones de rupias).
El gobierno estatal de Orissa ha suministrado 70 acre (283 280 m²) para la ampliación de pista hasta los 10 500 pies (3200 m), permitiendo así operar al Boeing 747.
AAI también construirá un segundo gran aeropuerto en el oeste de la región de Orissa, en Jharsuguda.

## Aerolíneas y destinos
| Aerolíneas   | Destinos |
| ------------ | --- |
| AIX Connect  | Bangalore, Bombay, Calcuta, Delhi, Goa-Dabolim, Pune, Srinagar |
| Akasa Air    | Bangalore, Pune |
| Alliance Air | Calcuta, Rourkela, Jharsuguda |
| IndiaOne Air | Berhampur, Bhawanipatna, Jamshedpur, Jeypore |
| IndiGo       | Ahmedabad, Bangalore, Bangkok–Suvarnabhumi, Bombay, Calcuta, Chennai, Delhi, Dubai–Internacional, Goa–Mopa, Guwahati, Hyderabad, Patna, Prayagraj, Raipur, Ranchi, Singapore, Varanasi |
| Vistara      | Bombay, Delhi |

## Estadísticas
Ver fuente y consulta Wikidata.